# Cola usambarensis
Cola usambarensis é uma espécie de angiospérmica da família Sterculiaceae.
Apenas pode ser encontrada no seguinte país: Tanzânia.